# Хеннеберг (Тюрингия)
Хеннеберг (нем. Henneberg) — район города Майнинген в Германии, в земле Тюрингия.
В Средние века — первая столица окняженного графства Хеннеберг. От резиденции средневековых графов Хеннебергских уцелели только разрозненные руины.
До 2019 года был отдельной общиной в составе района Шмалькальден-Майнинген. В 2019 вошёл в состав Майнингена. Население составляет 638 человек (на 31 декабря 2010 года). Занимает площадь 13,21 км².